# Jules Diallo
Jules Diallo, né le 8 mars 1993 en France, est un footballeur français qui joue au poste d'attaquant à l'US Rumelange.

## Biographie

### FC Metz (2011 - 2013)
La carrière du joueur débute au sein du FC Metz, club emblématique de la région Lorraine. Il intègre directement l'équipe réserve du club évoluant en CFA, le quatrième échelon du football français.

### CSO Amnéville (2013 - 2015)
En 2013, il rejoint le CSO Amnéville, autre club de Moselle qui évolue en CFA 2.
Rapidement titulaire, il enchaine les matchs et devient un élément important de l'attaque du club thermale.

### US Rumelange (2015 - 2020)
Il quitte pour la première fois de sa carrière son pays natal pour rejoindre le Luxembourg en s'engageant librement avec l'US Rumelange, alors en BGL Ligue, l'élite du football luxembourgeois.
Titulaire indiscutable en sein de l'attaque du club, il termine vice-champion de Promotion d'Honneur lors de la saison 2017-2018 derrière le FC Etzella Ettelbruck.

### CS Fola Esch (2020 - 2024)
Après une énième relégation avec Rumelange, il quitte le club pour rejoindre le CS Fola Esch en 2020.
Dès sa première saison avec le Fola, le joueur remporte le premier trophée de sa carrière en terminant champion de BGL Ligue.

### US Rumelange (depuis 2024)
En 2024, le joueur retourne à l'US Rumelange, en deuxième division, signant libre de tout contrat avec son ancien club.

## Palmarès
| US Rumelange :                               | CS Fola Esch (1) :                |
| -------------------------------------------- | --------------------------------- |
| - Promotion d'Honneur - Vice-champion : 2018 | - BGL Ligue (1) - Champion : 2021 |